# 大山崎町立大山崎小学校
大山崎町立大山崎小学校（おおやまざきちょうりつ おおやまざきしょうがっこう）は、京都府乙訓郡大山崎町円明寺小字百百18番地にある公立小学校。

## 沿革
1873年（明治6年）9月に大山崎荘､円明寺村､下植野村の3村で創立された大山崎小学校を起源としており、2023年（令和5年）には創立150周年を迎えた。長らく大山崎町域における唯一の小学校であったが、1973年（昭和48年）に大山崎町立第二大山崎小学校を分離した。

### 年表
- 1873年（明治6年）- 大山崎荘早稲田にて、大山崎小学校として創立。校地面積は617.1㎡。
- 1887年（明治20年）- 小学校令改正により、大山崎尋常小学校に改称。
- 1935年（昭和10年） - 現在の所在地に移転される。校地面積は16.500㎡。
- 1941年（昭和16年） - 国民学校令により、大山崎国民学校に改称。
- 1947年（昭和22年) - 学制改革により、大山崎村立大山崎小学校に改称。
- 1967年（昭和42年）- 大山崎村の町制施行を受け、現校名である大山崎町立大山崎小学校に改称。鉄筋コンクリート造とする校舎増築第2期工事着工。
- 1970年（昭和45年） - 増築第2期工事着工
- 1973年（昭和48年） - 大山崎町立第二大山崎小学校を分離。
- 1976年（昭和51年） - 体育館、および中庭観察池が完工
- 1995年（平成7年） - 阪神・淡路大震災により、校舎の内外壁面に亀裂が入る被害が発生する。阪神地区より6名の被災児童を受け入れる。
- 2009年（平成21年） - 北校舎耐震工事完工

## 校区
- 大字大山崎においては、藤井畑、西谷、谷田、竜光、明島、高麗田、銭原、茶屋前、高橋、上ノ田、琵琶谷、尻江、永福寺、鏡田、堤外、岸畑、横山、白味才、鉄東、早稲田、堀尻、広敷、斗加坪、傍示木、松原、岩崎、西山田の各小字。大字円明寺においては、夏目、百々、宝本、算用田、井尻、東ノ口、茶屋前、下金蔵、金蔵、長慶、松田、一丁田、門田、土辺、鎌田、佃、山伏、香田、大門脇、南谷、稲葉、開キの各小字と、小字仏生田、薬師前、里ノ後の一部地番。大字下上野においては、境野、北枚方、南枚方、山王前、菖蒲原、竜頭、代理分、梅ヶ畑の各小字[1]。

卒業生は基本的に大山崎町立大山崎中学校へ進学する。

## 卒業生
- 前川光 - 大山崎町長
- 山本圭一 - 大山崎町長

## 通学区域が隣接している学校
- 長岡京市立長岡第五小学校
- 大山崎町立第二大山崎小学校
- 長岡京市立長岡第四小学校
- 長岡京市立長岡第八小学校
- 京都市立明親小学校
- 京都市立美豆小学校
- 八幡市立八幡小学校
- 八幡市立橋本小学校
- （大阪府）島本町立第一小学校
- （大阪府）島本町立第二小学校